# Streblus zeylanicus
Streblus zeylanicus là một loài thực vật có hoa trong họ Moraceae. Loài này được (Thwaites) Kurz miêu tả khoa học đầu tiên năm 1877.